# Fretloos
Fretloos (Engels: fretless) is een term en tevens verzamelnaam voor snaarinstrumenten die niet gebruik maken van frets voor het op de juiste plaats afstoppen van snaren. Het ontbreken van frets maakt de toon die de snaar produceert doffer en beperkt de uitklinktijd (sustain). Voorbeelden van (doorgaans niet gestreken) snaarinstrumenten die fretloos zijn bijvoorbeeld oed en gitarron. Zonder fretten is ook het spelen van akkoorden lastiger.

## fretloze basgitaar

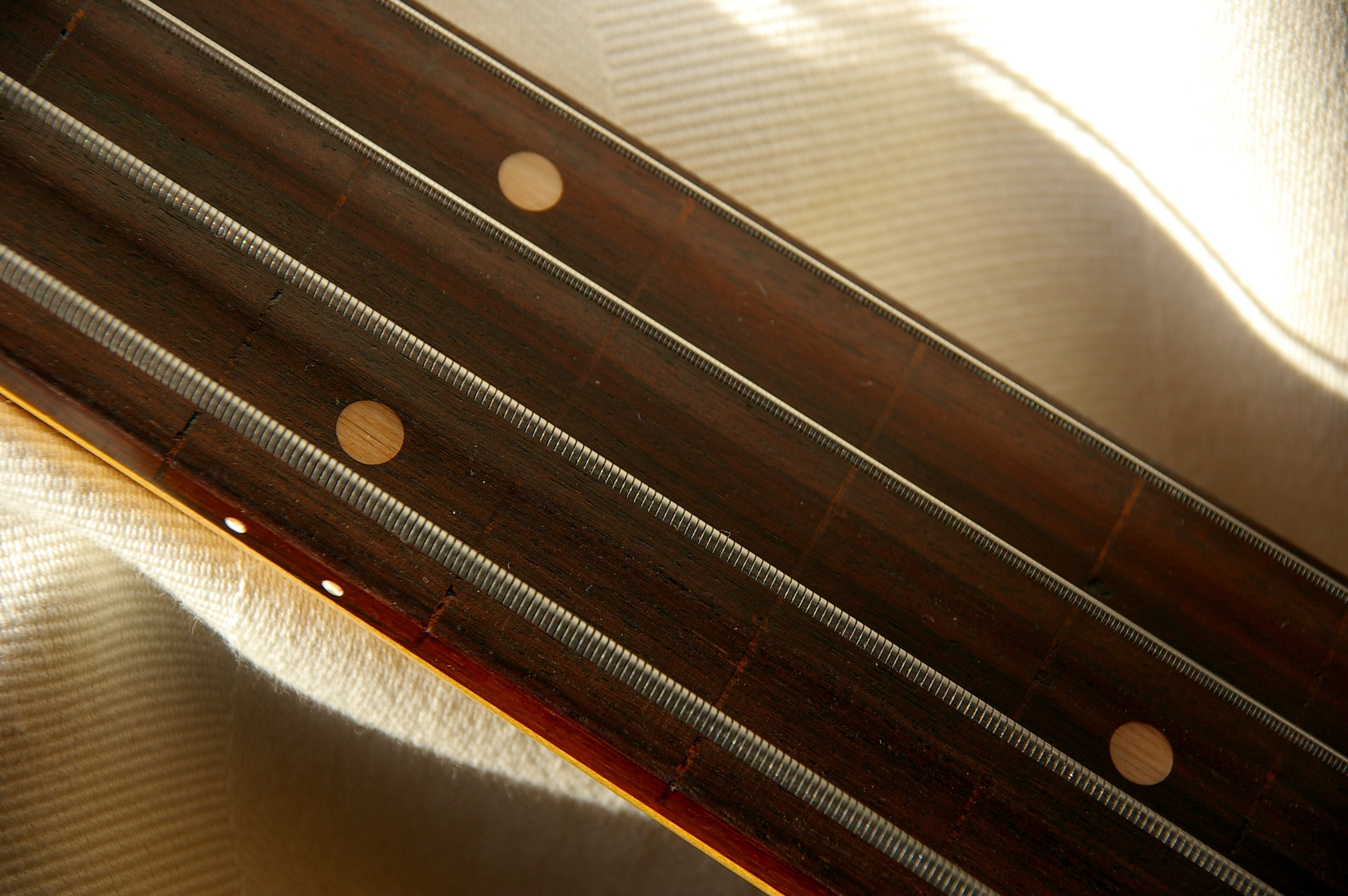
Toets van een achteraf fretloos gemaakte basgitaar

Nadat de eerste in serie geproduceerde elektrische basgitaren door Fender op de markt werden gebracht, kwamen onder anderen de basgitaristen Bill Wyman en Jaco Pastorius op het idee om de fretten uit hun basgitaren te verwijderen en de aldus ontstane holtes op te vullen. Dit maakte een specifieke speltechniek mogelijk, waarbij vloeiende glissando's kunnen worden gecreëerd.
Hohner bracht via het Amerikaanse bedrijf Bartell rond 1965 een fretloze basgitaar op de markt, en Ampeg volgde een jaar later, maar het merk Fender heeft deze versie van de basgitaar bekendgemaakt onder muzikanten. Fender bracht in 1970 een fretloze Fender Precision Bass uit. Na Fender volgden meer merken. Yamaha heeft in een kleine oplage ook custom fretloze gitaren op de markt gebracht, onder andere voor gitarist Issei Noro van de Japanse fusionband Casiopea.
Overigens is het fretloos maken van een gitaar met fretten nauwelijks een uitvinding te noemen: de gitaar stamt af van de middeleeuwse Arabische oed, via de westerse luit. De Roemeense cobza, evenals veel strijkinstrumenten, zoals de viool, cello en contrabas zijn eveneens fretloos.

### Bekende bespelers (fretloze basgitaar)
- Bunny Brunel
- Mick Karn
- Percy Jones
- Pino Palladino
- Jaco Pastorius